# Parafia Matki Bożej Częstochowskiej w Grzymkowicach
Parafia Matki Boskiej Częstochowskiej Grzymkowice-Byki – parafia rzymskokatolicka należąca do dekanatu Biała Rawska diecezji łowickiej.
Erygowana 14 września 1992.
Do parafii należą wierni z następujących miejscowości: Biała Wieś, Byki, Dańków, Galinki, Grzymkowice, Pachy i Wilcze Piętki.